# 凌川白酒
凌川白酒是锦州出产的一系列白酒，其渊源有二：1801年锦州世袭皇庄庄头高士林创立的“同盛金烧锅”，至民国时由北镇财主孟积善接手，改名“益隆泉烧锅”，1948年当地易手后改为国营，更名为“利华烧锅“，1950年4月改为锦州制酒厂。另一源头为一百余年前当地成立的“聚发泉烧锅” ，1945年后当地易手，酒坊易名为“新华烧锅”，并扩张为两个分厂，1955年其中一个分厂和锦州制酒厂合并后，新厂易名锦州凌川酒厂，产品也随之命名为凌川白酒。但原产品为大曲酒。1983年酒厂技术攻关成功，将大曲改为麸曲，从此凌川白酒定型为麸曲酱香型白酒。酒厂于1998年8月转为民企道光廿五集团。